# El vecino
El vecino és una sèrie de televisió web espanyola de comèdia de superherois creada per Miguel Esteban i Raúl Navarro per a Netflix, basada en la sèrie d'historietes El vecino de Santiago García i Pepo Pérez, i és protagonitzada per Quim Gutiérrez, Clara Lago, Adrián Pino i Catalina Sopelana. Els guionistes Carlos de Pando i Sara Antuña exerceixen de productors executius i showrunners. La sèrie segueix les aventures de Javier (Gutiérrez), un noi amb molt mala sort que un dia rep poders d'un alienígena moribund (Jorge Sanz) i que, amb l'ajuda del seu veí José Ramón (Pino), ha d'aprendre a dominar els seus nous poders per lluitar contra el mal i al mateix temps ocultar-los de tots els altres.
El vecino es va estrenar a Netflix el 31 de desembre de 2019 i ha rebut crítiques positives.

## Trama
Javier (Quim Gutiérrez) és un tipus amb molt mala sort, arribant amb prou feines a fi de mes amb un treball precari i mantenint una relació inestable amb la seva parella. La seva vida canvia quan un alienígena moribund (Jorge Sanz) a terra forçosament a la Terra i li traspassa els seus poders a Javier just abans de morir. No obstant això, encara amb els seus nous poders, a Javier no li va ni una miqueta millor que abans, menys encara quan és acomiadat del seu treball i la seva relació amb la periodista Lola (Clara Lago) perilla encara més que mai. Amb l'ajuda del seu veí José Ramón (Adrián Pino), Javier intentarà controlar els seus nous poders per convertir-se en un nou superheroi, Al mateix temps que prova d'ocultar els seus nous poders dels altres - especialment de Lola, qui, per a la seva mala sort, ha decidit investigar al nou i misteriós superheroi i fer un reportatge amb tota la informació d'ell que pugui recopilar.

## Repartiment
- Quim Gutiérrez com Javier
- Clara Lago com Lola
- Adrián Pi com José Pamón
- Catalina Sopelana com Julia[3]
- Ratoni com Perruedines
- Jorge Sanz com l'alienígena[1]
- Sergio Momo com Rober[4]
- Aníbal Gómez com Adolfo[5]
- Paula Malia com Alicia
- Nacho Marraco com Marcelo
- Denis Gómez com a Camell
- Eduard Lupo com a Rafa

## Capítols
| #  | Títol      | Dirigit per     | Escrit per                                                  | Data de llançament      |
| -- | ---------- | --------------- | ----------------------------------------------------------- | ----------------------- |
| 1  | Episodi 1  | Nacho Vigalondo | Miguel Esteban, Carlos de Pando, Sara Antuña i Raúl Navarro | 31 de Desembre del 2019 |
| 2  | Episodi 2  | Nacho Vigalondo | Miguel Esteban, Carlos de Pando, Sara Antuña i Raúl Navarro | 31 de Desembre del 2019 |
| 3  | Episodi 3  | Nacho Vigalondo | Miguel Esteban, Carlos de Pando, Sara Antuña i Raúl Navarro | 31 de Desembre del 2019 |
| 4  | Episodi 4  | Nacho Vigalondo | Miguel Esteban, Carlos de Pando, Sara Antuña i Raúl Navarro | 31 de Desembre del 2019 |
| 5  | Episodi 5  | Nacho Vigalondo | Miguel Esteban, Carlos de Pando, Sara Antuña i Raúl Navarro | 31 de Desembre del 2019 |
| 6  | Episodi 6  | Nacho Vigalondo | Miguel Esteban, Carlos de Pando, Sara Antuña i Raúl Navarro | 31 de Desembre del 2019 |
| 7  | Episodi 7  | Nacho Vigalondo | Miguel Esteban, Carlos de Pando, Sara Antuña i Raúl Navarro | 31 de Desembre del 2019 |
| 8  | Episodi 8  | Nacho Vigalondo | Miguel Esteban, Carlos de Pando, Sara Antuña i Raúl Navarro | 31 de Desembre del 2019 |
| 9  | Episodi 9  | Nacho Vigalondo | Miguel Esteban, Carlos de Pando, Sara Antuña i Raúl Navarro | 31 de Desembre del 2019 |
| 10 | Episodi 10 | Nacho Vigalondo | Miguel Esteban, Carlos de Pando, Sara Antuña i Raúl Navarro | 31 de Desembre del 2019 |

## Estrena
El 6 de febrer de 2019, Netflix va anunciar que havia donat llum verda a cinc noves sèries espanyoles per a la seva plataforma, una d'elles sent El Veí, basada en les historietes de Santiago García i Pepo Pérez. Es va projectar per primera vegada al públic el 15 de novembre de 2019, quan els dos primers capítols de la sèrie van inaugurar el Festival Internacional de Cinema de Gijón; aquest mateix dia, Netflix va treure el tráiler de la sèrie i va anunciar que s'estrenaria al complet a la plataforma el 31 de desembre de 2019.

## Recepció

### Espanya
El vecino ha rebut crítiques positives per part dels crítics espanyols. Mikel Zorrilla de Espinof que va elogiar als personatges de la sèrie i a l'enfocament en el personatge del mentor del superheroi en comptes d'un inici tradicional per al mateix, però va ser una mica més crític amb la trama amorosa del protagonista; també va esmentar a la sèrie nord-americana dels 80 El gran heroi americà com un referent per al Veí. Alfonso Rivera de Cineuropa.org va predir un mal futur per a la sèrie basant-se en les reaccions dels altres espectadors, comentant que, encara que va haver-hi varis que van riure a riallades, més de la meitat de la sala estava en silenci i mirant el mòbil amb freqüència, concloent que no farà riure a l'audiència de la mateixa manera que altres treballs de Nacho Vigalondo (com el seu curtmetratge 7.35 del matí); també va descriure ell mateix a la sèrie com una "comèdia televisiva dissenyada per satisfer a víctimes de l'algoritme" i va comparar la sèrie amb dues pel·lícules de Vigalondo (Els cronocrímenes i Colossal) en funció de diverses característiques dels protagonistes de cadascuna, igual que amb una altra pel·lícula de Vigalondo, Extraterreste, en funció de la seva temàtica. Francesc Miró de Vertele va elogiar l'humor de la sèrie, basat en el descontentament dels seus protagonistes i la desconstrucció del gènere de superherois (tret dels còmics originals), descrivint-la com una mescla en els elements superheroics dels còmics originals i de l'estil d'humor de Francisco Ibáñez, i concloent que, amb El vecino, "la comèdia de superherois està d'enhorabona".